# Eugène Vandeur
Eugène Vandeur OSB (* 21. Mai 1875 in Namur, Belgien als Victor-Joseph Vandeur; † 5. November 1967) war ein belgisch-französischer römisch-katholischer Priester, Liturgiewissenschaftler und Benediktiner der Abtei Maredsous.

## Leben und Wirken
Vandeur trat im November 1893 mit dem Ordensnamen Eugène in das Noviziat der Abtei Maredsous ein, wo er bereits seit 1889 in der Klosterschule unterrichtet wurde. Am 15. Februar 1894 legte er in Gegenwart des Abtprimas Hildebrand de Hemptinne die einfache, am 22. Februar 1897 die ewige Profess ab. Nach zwei Jahren philosophischen Studien in der Hauslehranstalt wurde Vandeur für das Theologiestudium von 1896 bis 1900 an das Päpstliche Athenaeum Sant’Anselmo nach Rom geschickt, wo er am 18. Juni 1900 zum Doktor der Theologie promovierte. Am 15. August 1899 empfing er durch Victor-Jean-Joseph-Marie van den Branden de Reeth die Priesterweihe.
Im Anschluss an seine Promotion wirkte Vandeur von 1900 bis 1909 als Lehrer an der Klosterschule seiner Abtei. Ab September 1909, nach der Wahl von Columba Marmion zum Abt von Maredsous, lehrte er bis 1914 Dogmatik, Moral, Exegese und Pastoraltheologie in der Abtei Mont-César. Während dieser Zeit stand Vandeur der Kongregation der Kleinen Schwestern der Armen in Löwen sowie den Ursulinen von Thildonck als Beichtvater zur Seite.
Am 6. Januar 1925 kehrte Vandeur in sein Heimatkloster zurück, um die spirituelle Leitung einer benediktinischen Gemeinschaft zu übernehmen, die er am 15. Oktober 1917 in Brüssel mitinitiierte und die später nach Saint Désert de Marlagne in Namur übersiedelte. Bis 1933 führten ihn Predigtreisen nach Frankreich und Belgien sowie Pastoralreisen nach Neuilly-sur-Seine, wo er eine apostolische Oblatengemeinschaft gründete. Ab September 1934 lebte Vandeur für ein Jahr in der Benediktinerabtei Clerf, um sich von seinen körperlichen Strapazen zu erholen. Nach seiner Rückkehr lehrte er ab 1938 Dogmatik in seinem Heimatkloster, das er 1940 wegen der Kriegswirren kurzzeitig verlassen musste. Von 1941 bis 1950 predigte Vandeur Exerzitien in seinem Kloster und veröffentlichte knapp 60 theologische, liturgische und aszetische Publikationen im Geist der Liturgischen Bewegung. 1949 gründete Vandeur die Union des Petites Compagnes de Charité, ein Werk zur Förderung der Nächstenliebe, für deren Mitglieder er regelmäßig Exerzitien predigte und 20 Jahre monatliche Rundbriefe verfasste. 1960 zählten zur Union nach Angaben Vandeurs knapp 10.000 Mitglieder.
Vandeur starb am 5. November 1967.

## Veröffentlichungen (in Auswahl)
- In der Liebe leben, Geisteserhebungen über die Opferweihe der heiligen Theresia vom Kinde Jesu. Pustet, Regensburg 1934.
- Durchbohre meine Seele, Jesus, Herr. Gedanken über das Gebet des hl. Bonaventura "Transfige, dulcissime Domine Jesu" entnommen dem römischen Meßbuch. Tyrolia-Verlag, Innsbruck 1934.
- Betrachten und Beten durch die heilige Messe. Pustet, Regensburg 1935.
- Der Priester beim heiligen Opfer. Herder, Freiburg 1936.
- O mein Gott Dreifaltiger. Sarto Verlagsbuchhandlung GmbH, Bobingen 2017, ISBN 978-3-943858-84-6.